# Axiomes de Hilbert
Els axiomes de Hilbert són un conjunt de 20 (originalment 21) hipòtesis proposades per David Hilbert el 1899 com el fonament per a un tractament modern de la geometria euclidiana. Altres axiomatitazacions modernes ben conegudes de la geometria euclidiana són les degudes a Alfred Tarski i a George Birkhoff.

## Els axiomes
El sistema axiomàtic de Hilbert es compon de nou nocions primitives: tres termes primitius
- punt, línia recta, pla,

i sis relacions primitives:
- Ordre, una relació ternària entre punts;
- Pertinença, tres relacions binàries, una d'elles entre punts i rectes, una altra entre punts i plans, i una altra entre rectes i plans;
- Congruència, dues relacions binàries, una entre segment lineal i una altra entre angles, denotades per {\displaystyle \cong }.

Noteu que els segments i els angles (així com els triangles) no són nocions primitives, sinó que es defineixen en termes de punts i rectes utilitzant les relacions d'ordre i pertinença. Tots els punts, rectes i plans en els subseqüents axiomes són diferents llevat que s'indiqui el contrari.

### I. Incidència
1. Dos punts diferents {\displaystyle A} i {\displaystyle B} determinen una única recta {\displaystyle a}. Denotem {\displaystyle AB=a} o {\displaystyle BA=a}. En lloc de "determinen", es pot dir: "{\displaystyle A} és a {\displaystyle a}", "{\displaystyle A} és un punt de {\displaystyle a} "," {\displaystyle a} passa per {\displaystyle A} i {\displaystyle B} "," {\displaystyle a} uneix {\displaystyle A} amb {\displaystyle B} ", etc. Si {\displaystyle A} és a {\displaystyle a} i al mateix temps en una altra recta {\displaystyle b}, es diu també "Les rectes {\displaystyle a} i {\displaystyle b} tenen el punt {\displaystyle A} en comú ", etc.
2. Dos punts qualsevol d'una recta la determinen per complet, és a dir, si {\displaystyle AB=a} i {\displaystyle AC=a}, on en general {\displaystyle \scriptstyle B\neq C}, aleshores {\displaystyle BC=a} al seu torn.
3. Tres punts {\displaystyle A}, {\displaystyle B} i {\displaystyle C} no situats en una mateixa recta determinen un pla {\displaystyle \alpha }. Es denota {\displaystyle ABC=\alpha }, i es diu "{\displaystyle A}, {\displaystyle B} i {\displaystyle C} jeuen en {\displaystyle \alpha } ", etc.
4. Tres punts qualssevol {\displaystyle A}, {\displaystyle B} i {\displaystyle C} del pla {\displaystyle \alpha } no situats en una mateixa recta determinen per complet a {\displaystyle \alpha }.
5. Si dos punts {\displaystyle A}, {\displaystyle B} de la recta {\displaystyle a} jeuen en el pla {\displaystyle \alpha }, llavors tot punt de {\displaystyle a} rau en {\displaystyle \alpha }. En aquest cas es diu "la recta {\displaystyle a} rau en el pla {\displaystyle \alpha }", etc.
6. Si dos plans {\displaystyle \alpha }, {\displaystyle \beta } tenen un punt {\displaystyle A} en comú, llavors tenen almenys un altre punt {\displaystyle B} en comú.
7. A cada recta hi ha almenys dos punts, en cada pla hi ha almenys tres punts no situats en la mateixa recta, i hi ha almenys quatre punts no situats en un mateix pla.

### II. Ordre
1. Si un punt {\displaystyle B} està entre els punts {\displaystyle A} i {\displaystyle C}, també està llavors entre {\displaystyle C} i {\displaystyle A}, i hi ha una recta que conté a tots tres.
2. Si {\displaystyle A} i {\displaystyle C} són dos punts d'una recta, hi ha almenys un altre punt {\displaystyle B} entre {\displaystyle A} i {\displaystyle C}, i almenys un punt {\displaystyle D} de manera que {\displaystyle C} està entre {\displaystyle A} i {\displaystyle D}.
3. Donats tres punts en una recta, només un d'ells està entre els altres dos.
4. Donada una parella de punts {\displaystyle A} i {\displaystyle B}, es pot parlar llavors del segment {\displaystyle AB}. Els punts del segment {\displaystyle AB} són tots aquells que estan entre {\displaystyle A} i {\displaystyle B}. Aquests dos són els extrems del segment.
5. Axioma de Pasch: Siguin {\displaystyle A}, {\displaystyle B} i {\displaystyle C} tres punts no situats en la mateixa recta i sigui {\displaystyle a} una recta continguda en el pla {\displaystyle ABC}, que no passa per cap dels tres punts esmentats. Llavors, si {\displaystyle a} passa per algun punt del segment {\displaystyle AB}, aleshores passa també per algun punt o bé del segment {\displaystyle BC} o bé del segment {\displaystyle AC}.

Pot provar llavors que donades una recta {\displaystyle a} i un punt {\displaystyle A} en ella, pot dividir la recta en dues {\displaystyle semirayos}, disjunts entre si, que emanen de {\displaystyle A}, com que la seva unió constitueix tota la recta a excepció de {\displaystyle A}. De la mateixa manera, donats un pla {\displaystyle \alpha } i una recta {\displaystyle a} al, poden distingir-se en ell dos parts disjuntes, els costats de {\displaystyle \alpha } respecte a {\displaystyle a}, on de nou la seva unió constitueix tot el pla a excepció de {\displaystyle a}.

### III. Paral·leles
1. En un pla {\displaystyle \alpha } es pot trobar una única recta {\displaystyle b} que passi per un punt donat {\displaystyle A}, el qual no pertany a una recta donada {\displaystyle a}, de manera que {\displaystyle a} i {\displaystyle b} no tinguin cap punt en comú. Està recta es diu la paral·lela a {\displaystyle a} que passa per {\displaystyle A}.

### IV. Congruència
Es defineix un angle com una parella de semiraigs {\displaystyle \scriptstyle \angle (h,k)} jaient en un pla {\displaystyle \alpha } que emanen del mateix punt {\displaystyle O}. Es demostra que es pot dividir llavors el pla en dues regions: l'interior i l'exterior de {\displaystyle \scriptstyle \angle (h,k)}, on {\displaystyle h} i {\displaystyle k} són els costats de l'angle i {\displaystyle O} seu vèrtex. El segment entre dos punts qualssevol de l'interior està contingut per complet en aquesta regió. Això no es compleix per a una parella de punts qualssevol a l'exterior.
Un triangle queda definit per tres segments de la forma {\displaystyle AB}, {\displaystyle BC} i {\displaystyle CA}. Aquests segments són els costats del triangle, i els tres punts {\displaystyle A}, {\displaystyle B} i {\displaystyle C} són el seu vèrtexs. El triangle divideix el pla definit pels seus tres vèrtexs en interior i exterior, amb les mateixes propietats que en cas dels angulos. A l'angle definit pels dos semirayos que surten de {\displaystyle A} i que passen per {\displaystyle B} i {\displaystyle C} respectivament se li denota per {\displaystyle \scriptstyle \angle BAC}, i el seu interior conté tots els punts de l'interior del triangle {\displaystyle ABC}.
1. Si {\displaystyle A}, {\displaystyle B} són dos punts de la recta {\displaystyle a}, i {\displaystyle A'} és un punt sobre la recta {\displaystyle a'} (sigui aquesta igual a {\displaystyle a} o no), s'ha de, d'una banda qualsevol de {\displaystyle A'} a la recta {\displaystyle a'}, hi ha un únic {\displaystyle B'} tal que el segment {\displaystyle AB} és congruent amb el segment {\displaystyle A'B'}, i el denotem per {\displaystyle \scriptstyle AB\cong A'B'}. Tot segment és congruent amb si mateix.
2. Si un segment {\displaystyle AB} és congruent amb el segment {\displaystyle A'B'} i també amb el segment {\displaystyle AB}, llavors aquests dos últims són congruents entre si (la congruència entre segments és transitiva).
3. Siguin {\displaystyle AB} i {\displaystyle BC} dos segments de la mateixa recta sense punts en comú a excepció de {\displaystyle B}, i siguin més {\displaystyle A'B'} i {\displaystyle B'C'} dos segments de la recta {\displaystyle a'} (sigui aquesta igual o no a {\displaystyle a}) sense més punts en comú que {\displaystyle B'}. Llavors, si {\displaystyle \scriptstyle AB\cong A'B'} i {\displaystyle \scriptstyle BC\cong B'C'}, s'ha de {\displaystyle \scriptstyle AC\cong A'C'}.
4. Sigui un angle {\displaystyle \scriptstyle \angle (h,k)} al pla {\displaystyle \alpha } i sigui una recta {\displaystyle a'} al pla {\displaystyle \alpha '}. Suposem que en el pla {\displaystyle \alpha '}, s'escull un dels costats respecte a {\displaystyle a'}. Sigui un semirayo {\displaystyle h'} de {\displaystyle a'} que emana d'un punt {\displaystyle O'} d'aquesta recta. Llavors, en el pla {\displaystyle \alpha '} hi ha un únic semirayo {\displaystyle k'} que surt de {\displaystyle O'} de manera que {\displaystyle \scriptstyle \angle (h,k)} és congruent amb {\displaystyle \scriptstyle \angle (h',k')}, i de manera que tots els punts de l'interior de {\displaystyle \scriptstyle \angle (h',k')} són al costat escollit de {\displaystyle \alpha '}. Es denota per {\displaystyle \scriptstyle \angle (h,k)\cong \angle (h',k')}. Tot angle és congruent amb si mateix.
5. Si l'angle {\displaystyle \scriptstyle \angle (h,k)} és congruent amb l'angle {\displaystyle \scriptstyle \angle (h',k')} i amb l'angle {\displaystyle \scriptstyle \angle (h,k)}, llavors aquests dos són congruents entre si.
6. Si donats dos triangles {\displaystyle ABC} i {\displaystyle A'B'C'} es té {\displaystyle \scriptstyle AB\cong A'B'}, {\displaystyle \scriptstyle AC\cong A'C'}, {\displaystyle \scriptstyle \angle BAC\cong \angle B'A'C'}, aleshores es té al seu torn {\displaystyle \scriptstyle \angle ABC\cong \angle A'B'C'} i {\displaystyle \scriptstyle \angle ACB\cong \angle A'C'B'}.

### V. Continuïtat
1. Axioma d'Arquimedes. Sigui {\displaystyle A_{1}} un punt qualsevol d'una recta, situat entre els punts arbitraris {\displaystyle A} i {\displaystyle B} d'aquesta. Prenguin els punts {\displaystyle A_{2}}, {\displaystyle a_{3}},... de tal manera que {\displaystyle A_{1}} estigui entre {\displaystyle A} i {\displaystyle A_{2}}, {\displaystyle A_{2}} estigui entre {\displaystyle A_{1}} i {\displaystyle a_{3}}, etc. Suposem a més que els segments {\displaystyle AA_{1}}, {\displaystyle A_{1}A_{2}}, {\displaystyle A_{2}A_{3}},... són tots congruents entre si. Llavors, en aquesta sèrie hi ha sempre un cert {\displaystyle a_{n}} tal que {\displaystyle B} està entre {\displaystyle A} i {\displaystyle a_{n}}.

### Axioma de completesa
Al sistema de punts, rectes i plans, no poden afegir altres elements de manera que el sistema resultant formi una geometria nova, obeint tots els axiomes dels cinc grups. En altres paraules, els elements de la geometria formen un sistema que no és susceptible d'extensió, prengué els cinc grups d'axiomes com a vàlids.

## Axioma 21
Hilbert va introduir un axioma més que diu:
II.4. Teorema de Pasch. Poden escollir quatre punts qualssevol {\displaystyle A}, {\displaystyle B}, {\displaystyle C} i {\displaystyle D} d'una recta de manera que {\displaystyle B} estigui entre {\displaystyle A} i {\displaystyle C} i entre {\displaystyle A} i {\displaystyle D}, i que {\displaystyle C} estigui entre {\displaystyle A} i {\displaystyle D} i entre {\displaystyle B} i {\displaystyle D}.